# Kimiko Hirata
Kimiko Hirata (japanisch 平田 仁子 Hirata Kimiko; * 1970 in der Präfektur Kumamoto) ist eine japanische Klimaaktivistin. Als Gründerin des nach dem japanischen Wort für Klima benannten Kiko-Netzwerks kämpft sie seit über 20 Jahren für die Reduktion klimaschädlicher Treibhausgase. Bis Dezember 2022 konnte ihre Graswurzelarbeit die Stilllegung von siebzehn Kohlekraftwerken erreichen. Sie leitet zurzeit den Tokioter Thinktank Climate Integrate, der eine Beschleunigung der Dekarbonisierung zum Ziel hat.

## Ausbildung und frühe Karriere
Hirata wurde 1970 in der Präfektur Kumamoto im Zentrum der südlichsten der großen japanischen Inseln Kyūshū geboren. Sie studierte Pädagogik an der Universität. Das Ausmaß des Klimawandels wurde ihr während des Erdgipfels von Rio de Janeiro 1992, über den breit in den japanischen Medien berichtet wurde, und durch die Lektüre des Buches Earth in the Balance von Al Gore, bewusst. Die Teilnahme an einem Workshop bei Masako Hoshino, einem Aktivisten, der eine der ersten japanischen NGOs mitgegründet hatte, weckte ihr Interesse an internationalem Aktivismus.
Nach ihrem Studienabschluss arbeitete sie als Autorin wissenschaftlicher Texte. Sie beschäftigte sich weiter mit der Lektüre von Umweltthemen und studierte Englisch. 1996 kündigte sie ihre Arbeit und ging für ein einjähriges Praktikum beim Climate Institute in die Vereinigten Staaten. In dieser Zeit war sie auch ehrenamtlich bei der National Water Foundation und einem Smithsonian-Biodiversitäts-Programm tätig und nahm an einem Kurs für NGO-Management teil.
An der Waseda-Universität in Tokio promovierte sie 1999 in Sozialwissenschaften. 2021 war sie als Gastdozentin an der wirtschaftswissenschaftlichen Fakultät der Universität Chiba tätig.

## Karriere als Aktivistin
1997 kehrte sie nach Japan zurück, um Kampagnen im Rahmen der UN-Klimakonferenz in Kyoto (COP 3) durchzuführen. 1998 gründete sie das Kiko Network, eine NGO, die das Aufhalten des Klimawandels zum Ziel hat. Das Kiko Network entwickelte sich zu einer der wenigen Organisationen, die die Einhaltung des Kyoto-Protokolls durch Japan überwachte.

### Kampf gegen die Kohlekraft
Nach dem Erdbeben, dem Tsunami und der Nuklearkatastrophe von Fukushima 2011 änderte die japanische Regierung ihre Politik und erlaubte den Bau neuer Kohlekraftwerke. Bis dahin hatten Kernreaktoren etwa 30 % des Strombedarfs Japans bereitgestellt, waren aber von der Regierung in der Folge des Desasters stillgelegt worden. Die japanische Öffentlichkeit stand der Kernkraft ablehnend entgegen. Zur Bewältigung der Energiekrise schrieb die Regierung Angebote für den Bau weiterer Kohlekraftwerke aus, bis 2015 waren 50 neue Anlagen geplant. Japan war zu diesem Zeitpunkt der einzige G7-Staat, der neue Kohlenkraftwerke plante.
Hirata erkannte, dass das Kiko Network seinen Schwerpunkt auf die Kampagnenarbeit an der Basis verlagern musste, und entwickelte eine mehrgleisige Strategie zur Bekämpfung der Kohle als Energieträger. Kiko Network richtete eine Website eingerichtet, auf denen die Entwicklung der geplanten Kohlekraftprojekte dokumentiert wurde. Um das Bewusstsein für die Umwelt- und Gesundheitsgefahren der Kohlekraft zu schärfen, kooperierte Hirata mit Wissenschaftlern, Journalisten, Anwälten und Lokalpolitikern und anderen NGOs. In den Regionen, in denen Kohlekraftprojekte geplant waren, baute sie ein Netzwerk lokaler Bürgeraktivisten auf, sprach bei öffentlichen Anhörungen und trug dazu bei, eine hohe Beteiligung an Gemeindeforen zu erreichen.
Für die Analyse der Kosten und Risiken, die mit Kohlekraftwerken verbunden sind, holte sie sich Unterstützung von internationalen Experten und veröffentlichte deren Ergebnisse. So haben das Sustainable-Finance-Programm der Oxford University und der britische Thinktank Carbon Tracker eine Investitionsrisikoanalyse durchgeführt, die für die Streichung der geplanten und im Bau befindlichen Kohlekraftwerke und die schrittweise Stilllegung des Kraftwerkbestands plädierten. Ein gemeinsam mit Greenpeace erarbeiteter Bericht stellte fest, dass die zu erwartende Luftverschmutzung in Japan jährlich zu 1000 vorzeitigen Todesfällen führen würde.
Um zusätzlichen Druck auf die japanische Politik auszuüben, arbeitete Hirata mit internationalen NGOs zusammen, darunter dem Climate Action Network, das Japan mehrfach mit dem Preis "Fossil of the Day" auszeichnete, weil es beim Klimaschutz "am meisten tue, um am wenigsten zu erreichen". Der internationale Aufschrei gegen Japans Kohlepolitik wurde in den japanischen Medien ausführlich diskutiert; Hirata koordinierte Proteste bei mehreren COP-Treffen, und sprach vor dem G20-Gipfel mit der Presse.
Bis Dezember 2022 hatte Hiratas Bürgerkampagne, die auf die potenziellen Auswirkungen dieser Kraftwerke auf die Luftverschmutzung und den Klimawandel aufmerksam machte, zur Streichung von 17 der 50 geplanten Kohlekraftwerke geführt.

### Kohleausstiegskampagne
Im Jahr 2020 führte Hirata eine Aktionärskampagne an, um die Megabank Mizuho Financial Group, den weltweit größten privaten Kreditgeber für Kohleentwickler, zu zwingen, die Kreditvergabe an Kohleunternehmen einzuschränken. Die von Kiko Network mit Unterstützung von sechs nordischen Fonds vorgeschlagene Resolution war die erste von Aktionären getragene Resolution zum Klimawandel für ein börsennotiertes Unternehmen in Japan und forderte mehr Angaben zum Klimawandel sowie einen Plan mit definierten Zielen, um seine Geschäftstätigkeit in Einklang mit dem Pariser Klimaabkommen zu bringen. Einen Monat nach der Einreichung des Antrags kündigte Mizuho an, ab Juni desselben Jahres keine Kredite mehr für neue Kohlekraftwerke zu vergeben und bis 2050 aus dem Kohlegeschäft auszusteigen; einen Tag später kündigte auch die Sumitomo Mitsui Banking Corporation an, ab Mai keine Kredite mehr für Kohlekraftwerke zu vergeben. Hirata betonte, dass beide Initiativen nicht mit dem Pariser Abkommen übereinstimmten. Im Juni 2020 wurde die Resolution zwar nicht angenommen, erhielt aber mit 35 Prozent der Mizuho-Aktionäre eine unerwartet große Unterstützung.
Im Jahr 2021 setzte sie sich für eine ähnliche Klimaresolution bei der Mitsubishi UFJ Financial Group ein, die gemeinsam von der Kiko Group, den Market Forces, dem Rainforest Action Network und 350.org Japan eingereicht wurde. Der Vorschlag, dass die Bank ihre Investitionen mit dem Pariser Klimaabkommen in Einklang bringen soll, erhielt 23 Prozent der Stimmen der Aktionäre.
Aufgrund von Hiratas Bemühungen haben bis 2021 mehr als 10 große Kohlekraftwerksentwickler angekündigt, keine neuen Kohleprojekte mehr zu entwickeln oder zu finanzieren.

### Dekarbonisierung
Hirata trat im Dezember 2021 als internationale Direktorin von Kiko Network zurück, blieb jedoch im Vorstand. Im Januar 2022 gründete sie Climate Integrate, um gemeinsam mit japanischen und internationalen Partnern die Dekarbonisierung voranzutreiben. Im Juli 2022 veröffentlichte Climate Integrate einen Bericht zum weltweit singulären Projekt der japanischen Regierung, Ammoniak im Großmaßstab als Brennstoff einzusetzen. Der Bericht lehnt dies als Irrweg ab, zumal der Ammoniak nicht überwiegend regenerativ erzeugt werden solle.

## Auszeichnungen
- 2021 erhielt Hirata als erste japanische Frau den Goldman Environmental Prize,[4][2] der auch als „Grüner Nobelpreis“ bekannt ist.[22]
- 2022 wurde sie in die 100 Women-Liste der BBC aufgenommen.[5][4]

## Privates
Hirata lebt mit ihrem Ehemann und zwei Kindern in Tokio.

## Publikationen
Hirata ist Coautorin einer Vielzahl von Büchern und Artikeln.
- Climate Change and Politics 2019.[6]